# Боже мој! Напорна али слатка служба Адолфине Фроман
„Боже мој! Напорна али слатка служба Адолфине Фроман” је југословенски кратки ТВ филм из 1984. године. Режирао га је Славенко Салетовић а сценарио је написао Младен Марков.

## Улоге
| Глумац         | Улога |
| -------------- | ----- |
| Ђурђија Цветић |       |